# Польское радио
Польское радио (Polskie Radio S.A.) — польская государственная радиокомпания.

## Правопредшественники
Компания учреждена 29 декабря 1992 года путём разделения Комитета по телевидению и радиовещанию на акционерные общества «Польское радио» и «Польское телевидение».

## Зарубежная служба Польского радио
Зарубежная служба Польского радио является частью общественного радиовещания в Польше. Задача службы состоит в распространении информации о политической, экономической и общественной жизни страны, а также о направлениях польской внешней политики.
Зарубежная служба является источником информации о позиции Польши по событиям, происходящим в Центральной и Восточной Европе и во всём мире.
Ежесуточно в эфир выходит 11 часов новых передач на шести языках: польском, английском, немецком, русском, украинском и белорусском, а также с марта 2007 до 2014 года на иврите.
Адрес Русской Службы Польского Радио http://radiopolsha.pl

## Радиовещательная деятельность компании
В эфир выходят следующие программы:
- 1-я радиопрограмма[пол.] — общегосударственная, информационная, общественно-политическая и художественная, вещание на длинных[3] и ультракоротких волнах (в системах «ДАБ», «ДВБ-Т», «ДВТ-С», «ДВБ-Ц»)
- 2-я радиопрограмма[пол.] — общегосударственная, информационная и художественная, вещание на ультракоротких волнах (в системах «ДАБ», «ДВБ-Т», «ДВТ-С», «ДВБ-Ц»)
- 3-я радиопрограмма[пол.] — общегосударственная, информационно-музыкальная, вещание на ультракоротких волнах (в системах «ДАБ», «ДВБ-Т», «ДВТ-С», «ДВБ-Ц»)
- радиопрограмма «Польское радио 24» (Polskie Radio 24) — общегосударственная, информационная, вещание на ультракоротких волнах (в системах «ДАБ», «ДВБ-Т», «ДВТ-С», «ДВБ-Ц»)
- варминско-мазурская воеводская радиопрограмма «Польское радио Ольштын» (Polskie Radio Olsztyn)
- поморская воеводская радиопрограмма «Польское радио Гданьск» (Polskie Radio Gdańsk)
- щецинская региональная радиопрограмма «Польское радио Щецин» (Polskie Radio Szczecin)
- щецинская городская радиопрограмма «Радио 94и4фм» (Radio 94i4fm)
- кошалинская региональная радиопрограмма «Польское радио Кошалин» (Polskie Radio Koszalin), в Слупске включает в себя местные передачи на «Радио Слупск» (Radio Słupsk)
- любусская воеводская радиопрограмма «Радио Запад» (Radio Zachód), вещание в Любуском воеводстве
- зеленогурская городская радиопрограмма «Радио Зелёна-Гура» (Radio Zielona Góra)
- гожувская городская радиопрограмма «Радио Гожув» (Radio Gorzów)
- нижнесилезская воеводская радиопрограмма «Радио Вроцлав» (Radio Wrocław), информационная, общественно-политическая и художественная; вещание в Нижнесилезском воеводстве
- вроцлавская городская радиопрограмма «Радио РАМ» (Radio RAM), информационно-музыкальная; вещание во Вроцлаве
- вроцлавская городская радиопрограмма «Радио Вроцлав Культура» (Radio Wrocław Kultura), информационная и художественная; вещание в Нижнесилезском воеводстве
- опольская воеводская радиопрограмма «Польское радио Ополе» (Polskie Radio Opole)
- силезская воеводская радиопрограмма «Польское радио Катовице» (Polskie Radio Katowice)
- катовицкая городская радиопрограмма «Радио ОК Катовице» (Radio OK Katowice)
- великопольская воеводская радиопрограмма «Радио Познань» (Radio Poznań)
- познанская городская радиопрограмма «МЦ Радио» (MC Radio)
- малопольская воеводская радиопрограмма «Радио Краков» (Radio Kraków), областная, информационная, общественно-политическая и художественная
- краковская городская радиопрограмма «ОФФ Радио Краков» (OFF Radio Kraków), областная, информационная и художественная
- подкарпатская воеводская радиопрограмма «Польское радио Жешув» (Polskie Radio Rzeszów)
- куявско-поморская воеводская радиопрограмма «Польское радио Поморья и Куяв» (Polskie Radio Pomorza i Kujaw)
- мазовецкая воеводская радиопрограмма «Польское радио РДЦ» (Polskie Radio RDC)
- лодзинская воеводская радиопрограмма «Радио Лодзь» (Radio Łódź))
- келецкая воеводская радиопрограмма «Польское радио Кельце» (Polskie Radio Kielce)
- подляская воеводская радиопрограмма «Польское радио Белосток» (Polskie Radio Białystok)
- люблинская воеводская радиопрограмма «Польское радио Люблин» (Polskie Radio Lublin), вещание в Люблинском воеводстве
- люблинская городская радиопрограмма «Радио Фри» (Radio Freee), вещание в Люблине
- радиопрограмма Polskie Radio Czworka[пол.] (Польское радио Четвёрка) — молодёжная, вещание на ультракоротких волнах (в системах «ДАБ», «ДВБ-Т», «ДВТ-С», «ДВБ-Ц»)
- радиопрограмма Polskie Radio Chopin[пол.] (Польское радио Шопен) — музыкальная, вещание на ультракоротких волнах (в системах «ДАБ», «ДВБ-Т», «ДВТ-С», «ДВБ-Ц»)
- радиопрограмма Polskie Radio Dzieciom[пол.] (Польское радио детям) — детская, вещание на ультракоротких волнах (в системах «ДАБ», «ДВБ-Т», «ДВТ-С», «ДВБ-Ц»)
- радиопрограмма Polskie Radio Kierowców (Польское радио водителей) — дорожная радиостанция, вещание на ультракоротких волнах (в системах «ДАБ», «ДВБ-Т», «ДВТ-С», «ДВБ-Ц»)

### Международное радиовещание
- Polskie Radio dla Zagranicy[пол.] — иностранная служба Польского радио. В её состав входят службы (редакции)[4]:
  - Радио Польша[5] — радиоблок на русском для России.
  - Беларуская служба Польскага радыё — радиоблок на белорусском языке для Беларуси
  - Українська служба Польського радіо — радиоблок на украинском языке для Украины
  - Polskie Radio dla Zagranicy — радиоблок на польском языке для Украины и Беларуси
  - Radio Poland — радиоблок на английском
  - Polnischen Rundfunk - радиоблок на немецком
  - Кол Полин[пол.] (קול פולין, Голос Польши) — радиоблок на иврите; в эфир выходил в 2007—2014 годах

Доступно в Европе и европейской части России через эфирное радиовещание — аналоговое на AM 225 кГц ДВ (передатчик в Солец-Куявски), AM 1386 кГц СВ (передатчик в Вешинтос) и местных УКВ радиостанциях (УКВ CCIR), ранее — на КВ, и цифровое (DAB+) на МВ), также через спутниковое телевидение и Интернет (три потоковых канала: первый — на английском и немецком языках, второй — на всех языках (кроме польского) с ретрансляцией программ других международных вещателей (радиоканал для эфирного цифрового радиовещания (DAB+)), третий — на русском, украинском, белорусском и польском языках («восточноевропейская волна Польского радио»)).

## Деятельность компании в Интернете
Компания ведёт в Интернете:
- Сайт «polskieradio.pl»
- Канал на YouTube
- Страница на Facebook

## Управление и финансирование
Польское радио является акционерным обществом государственного казначейства. Возглавляется правлением (Zarząd) и наблюдательным советом (Rada Nadzorcza), который назначается Национальным советом по телерадиовещанию (Krajowa Rada Radiofonii i Telewizji), два члена которого, в свою очередь, назначаются Сеймом, один — Сенатом и двое — Президентом. Высшее должностное лицо — Председатель Правления Польского радио (Prezesi Zarządu Polskiego Radia). Финансируется за счёт абонентской платы и рекламы.
Имеет дополнительные производственные структуры:
- Национальный симфонический оркестр Польского радио (Narodowa Orkiestra Symfoniczna Polskiego Radia)
- Хор Польского радио (Chór Polskiego Radia)
- Театр Польского радио (Teatr Polskiego Radia)
- Музей Радио (Muzeum Radia)

## Дочерние компании
- Акционерное общество «Радио Ольштын» (Radio Olsztyn SA) — дочерняя компания в Варминско-Мазурском воеводстве, расположен в Ольштыне;
- Акционерное общество «Радио Гданьск» (Radio Gdańsk SA) — дочерняя компания в Поморском воеводстве, расположена в Гданьске;
- Акционерное общество «Радио Щецин» (Radio Szczecin SA) — дочерняя компания в западном части Западно-Поморского воеводства, расположен в Щецине;
- Акционерное общество «Радио Кошалин» (Radio Koszalin SA) — дочерняя компания в восточной части Западно-Поморского воеводства, расположена в Кошалине;
- Акционерное общество «Радио Заход» (Radio Zachód SA) — дочерняя компания в Любусском воеводстве, расположена в Зелёна-Гуре;
- Акционерное общество «Радио Вроцлав» (Radio Wrocław SA) — дочерняя компания в Нижнесилезском воеводстве, расположен во Вроцлаве;
- Акционерное общество «Радио Ополе» (Radio Opole SA) — дочерняя компания в Опольском воеводстве, расположен в Ополе;
- Акционерное общество «Радио Катовице» (Radio Katowice SA) — дочерняя компания в Силезском воеводстве, расположена в Катовице;
- Акционерное общество «Радио Познань» (Radio Poznań SA) — дочерняя компания в Великопольском воеводстве, расположен в Познани;
- Акционерное общество «Радио Краков» (Radio Kraków SA) — дочерняя компания в Малопольском воеводстве, расположена в Кракове;
- Акционерное общество «Радио Решув» (Radio Rzeszów SA) — дочерняя компания в Подкарпатском воеводстве, расположен в Решуве;
- Акционерное общество «Польские радио Поморца и Куяв» (Polskie Radio Pomorza i Kujaw S.A.) — дочерняя компания в Куявско-Поморском воеводстве, расположена в Быдгоще;
- Акционерное общество «Польские радио РДЦ» (Polskie Radio RDC SA) — дочерняя компания в Мазовецком воеводстве, расположен в Варшаве;
- Акционерное общество «Радио Лодзь» (Radio Łódź SA) — дочерняя компания в Лодзинском воеводстве, расположена в Лодзе;
- Акционерное общество «Радио Кельце» (Radio Kielce SA) — дочерняя компания в Свентокшиском воеводстве, расположена в Кельце;
- Акционерное общество «Радио Белосток» (Radio Białystok SA) — дочерняя компания в Подляском воеводстве, расположена в Белостоке;
- Акционерное общество «Радио Люблин» (Radio Lublin SA) — дочерняя компания в Люблинском воеводстве, расположена в Люблине.

## Упоминание в культуре
Упоминается в песне «Старі фотографії» группы «Скрябин» (І, ніби чудо, польське радіо Нам відкривало той незнаний світ).